# Antimitra lirata
Antimitra lirata là một loài ốc biển, là động vật thân mềm chân bụng sống ở biển trong họ Mitromorphidae.